# Las Chapas (Chubut)
Las Chapas es un paraje del departamento Mártires, en la provincia del Chubut, Argentina. El origen de esta localidad está dado por la estación de ferrocarril del mismo nombre, inaugurada en 1920. Está ubicada sobre la Ruta Nacional 25, en el cruce con la ruta provincial 31, en la latitud 43°36'29" Sur y longitud 66°32'10" Oeste, cerca del Dique Florentino Ameghino.

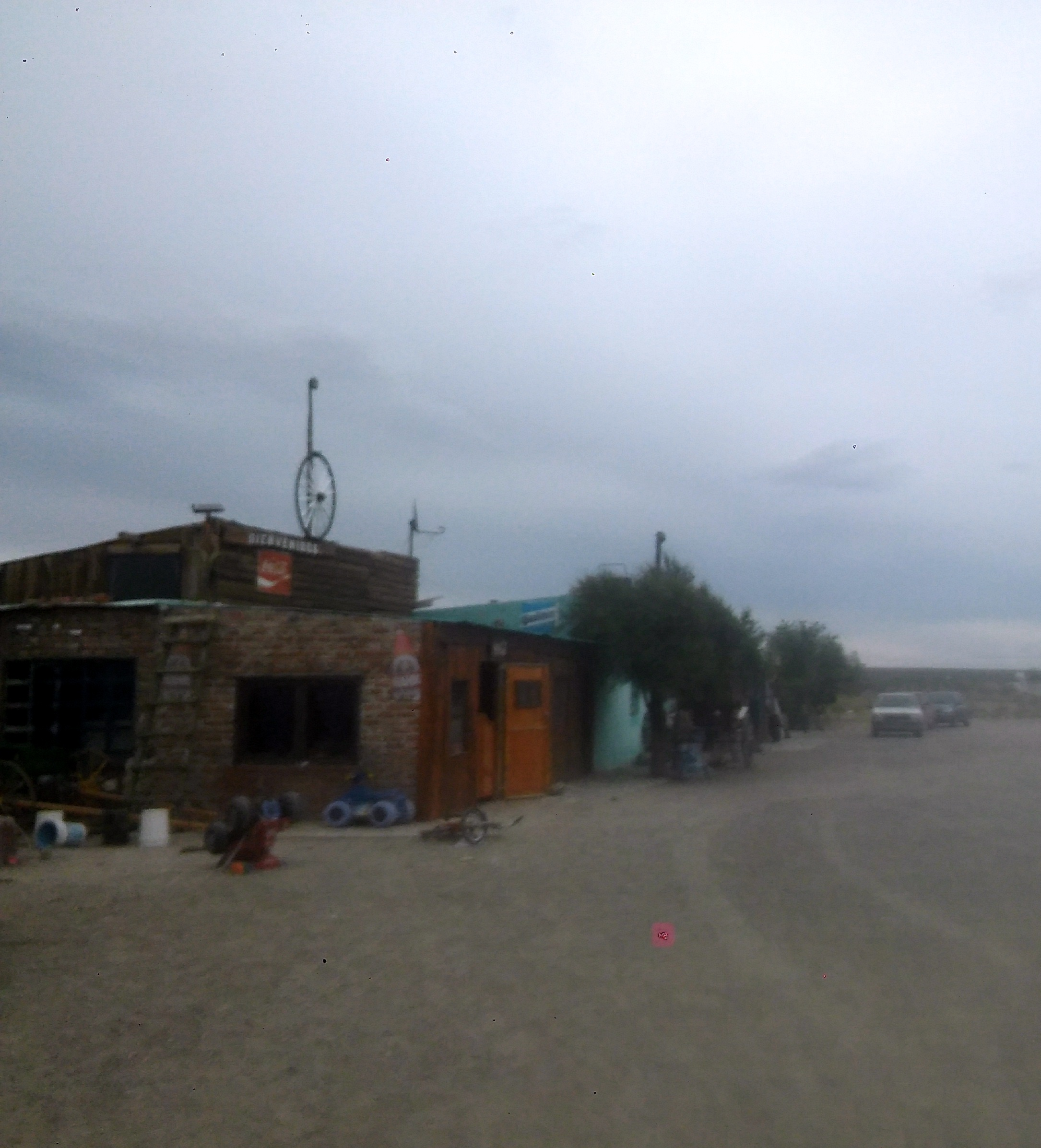
Comercios del paraje Las Chapas

## Datos
Se encuentra a 225 metros sobre el nivel del mar. En los alrededores del paraje, se extraía caolín de las minas cercanas y piedra caliza. El ferrocarril era el motor de esta zona la transportar todas las cargas y pasajeros. Para 1950 la Gobernación Militar de Comodoro Rivadavia elaboró un informe de la situación e historia del ferrocarril. El documento confirma a esta localidad como una de las principales de todo el tendido ferroviario.Cuando cesó sus operaciones en 1961 toda la zona entró en recesión y despoblación. La localidad no registra población desde 1991, sino que es considerada población dispersa rural.

## Toponimia
El nombre de la localidad (y de la estación) fue puesto por un boliche que existía en el lugar y que estaba construido con chapas de zinc. Este boliche era propiedad de un alemán llamado Maurell, el cual era usado por los troperos que hacían viajes hasta la cordillera.

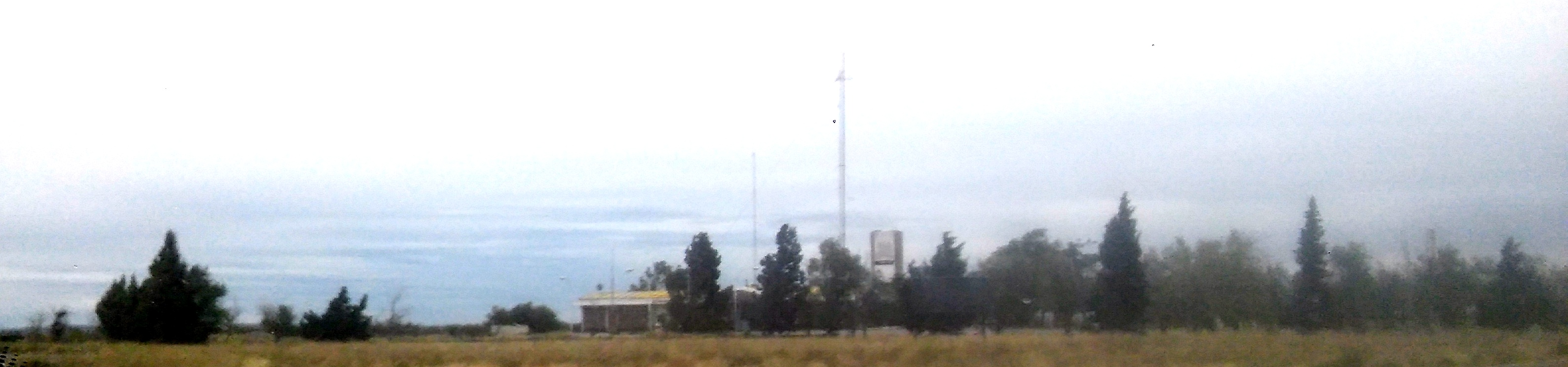
Donde funcionó la estación de servicio sólo hay una casa particular.